# Будка поцелуев
«Будка поцелуев» (англ. The Kissing Booth) — британско-американская романтическая комедия, основанная на одноимённом романе Бет Риклз и снятая Винсом Марселло в кинокомпании «Komixx Entertainment». Фильм был выпущен 11 мая 2018 года на Netflix.

## Сюжет
История начинается с рассказа о двух друзьях — Эль (Джоуи Кинг) и Ли (Джоэл Кортни). Они родились в один день — 7 июня, и в одно время — 1:47, в Лос-Анджелесе, Калифорния. Их мамы были лучшими подругами, и поэтому девочка Эль и мальчик Ли росли, как брат и сестра. У Эль умерла мама, и она старается это пережить. К тому же ей начал нравиться старший брат Ли, Ноа Флинн (Джейкоб Элорди).
Действие переносится в наши дни. Последний день лета, Эль и Ли нужно придумать идею для сбора средств в школе. Девушка снова вспоминает о Ноа, повзрослевшем и симпатичном брате Ли, но понимает, что ничего не светит, ибо согласно одному из правил дружбы — родственники друга неприкасаемы. Вот и первый день школы, но у Эль все явно идёт не по плану: рвутся штаны, запасные в химчистке, и поэтому ей приходится надеть юбку 9 класса, которая ей мала. Из-за этого одноклассник Эль начинает её задирать, но Ноа защищает её. После этого одноклассник извиняется перед Эль, передавая ей записки на уроки, и умоляет дать свой номер телефона. Ноа это замечает. Этот парень даже зовёт девушку на свидание, но сам сильно опаздывает, объясняя это тем, что Ноа угрозами запретил всем приглашать Эль. Ли поддерживает её. Девушку это сильно возмущает и она звонит Ноа и просит его прекратить следить за её личной жизнью, но Ноа отвечает лишь издевкой.
На следующий день Ли и Эль выдвигают идею о создании «Будки поцелуев», идея которой заключается в «поцелуе вслепую». Все поддерживают эту идею, надеясь на участие в этом Ноа Флинна, того самого местного «Казановы» и красавчика. На вечеринке вечером Эль напивается и хочет раздеться, но этого ей не позволяет сделать тот самый Ноа, который уносит её с вечеринки. Девушка просыпается в комнате парня с жутким похмельем и облегчённо вздыхает, когда узнает, что между ними ничего не было. Так же происходит случайная стычка, где Ноа и Эль падают друг на друга, зацепившись за штору. Вечером «Будка поцелуев» открывается. Ноа отказывается участвовать в этом. Ли после поцелуя знакомится с симпатичной девушкой. В отместку за вранье и отсутствие Ноа Флинна, три подружки выталкивают Эль на сцену, как участницу. И по счастливой случайности целовать её должен Ноа Флинн! Пара целуется, но после Ноа говорит, что это всего лишь поцелуй, обрывая все надежды Эль. Расстроенная девушка покидает вечеринку. Начинается дождь. Ноа предлагает её подвезти. Ехать становится слишком опасно и они останавливаются у небольшой беседки. После небольшой паузы, Ноа говорит, что без ума от Эль, то есть, фактически признается ей в любви. Пара снова целуется, но их прерывает местный садовник и становится понятно, что Ноа специально привёз сюда Эль. Эль злится.
После, на очередной вечеринке Ноа не сводит глаз с Эль, хотя его окружает большое количество девушек. Ближе к вечеру к Эль начинает проявлять симпатию один из парней и пытается затащить её в джакузи, но прерывает это подоспевший вовремя Ноа, но из-за язвительных реплик этого самого парня, Флинн срывается и избивает соперника.
Эль и Ноа едут вместе в уединенное место и там занимаются сексом. После у них начинают развиваться романтические отношения, но ребятам приходится их скрывать из-за того самого злосчастного правила. У Ли появляется девушка, та самая, с которой ему повезло поцеловаться в «Будке поцелуев».
Увы, скрывать вечно свои отношения Эль и Ноа не могут, и в конце концов Ли Флинн узнает об этом и сильно обижается на Эль из-за нарушенного правила. Но и обижается на брата, так как считает, что Ноа относится к Эль, как к очередной доступной девчонке. Эль и Ноа отстраняются друг от друга. Ли в конце концов прощает Эль. На выпускном Ноа публично признается девушке в любви, но она убегает. Тем же вечером Ноа извиняется перед братом и уверяет, что все, сказанное сегодня девушке, было искренним. Ноа готовится к отъезду в связи с поступлением в Гарвард. На костюмированной вечеринке в честь дня рождения Эль и Ли, Эль понимает, что любит Ноа и хочет быть с ним, и говорит об этом Ли, объясняя это тем, что даже если Ли является её лучшим другом, это не значит, что он имеет право решать, кого ей любить и с кем быть. И говорит, что если он не в силах этого принять, то лучше им порвать все отношения. Ли понимает Эль и говорит, что поможет найти Ноа и говорит, чтоб ждала его в машине. Эль в машине говорит, что жалеет о своём поступке после признания Ноа и скажет ему все, что думает. Неожиданно оказывается, что с ней ехал не Ли, а Ноа (он переоделся в костюм Ли). Для Эль это приятный сюрприз. Пара признается друг другу в любви. Ноа уезжает в Гарвард, и пара прощается. Но на этом их отношения не заканчиваются и ребята все ещё любят друг друга.

## В ролях
| Актёр           | Роль         |
| --------------- | ------------ |
| Джоуи Кинг      | Эль          |
| Джоэл Кортни    | Ли           |
| Джейкоб Элорди  | Ноа Флинн    |
| Джошуа Иди      | Таппен       |
| Молли Рингуолд  | миссис Флинн |
| Мэганни Янг     | Аружан       |
| Байрон Лэнгли   | Уоррен       |
| Джессика Саттон | Мия          |
| Морн Виссер     | мистер Флинн |
| Карсон Уайт     | Брэд Эванс   |

## Производство
Съемки проходили в Лос-Анджелесе, Калифорнии и Кейптауне, Южная Африка с января по апрель 2017 года.